# Pociąg pancerny Strzelec Siczowy

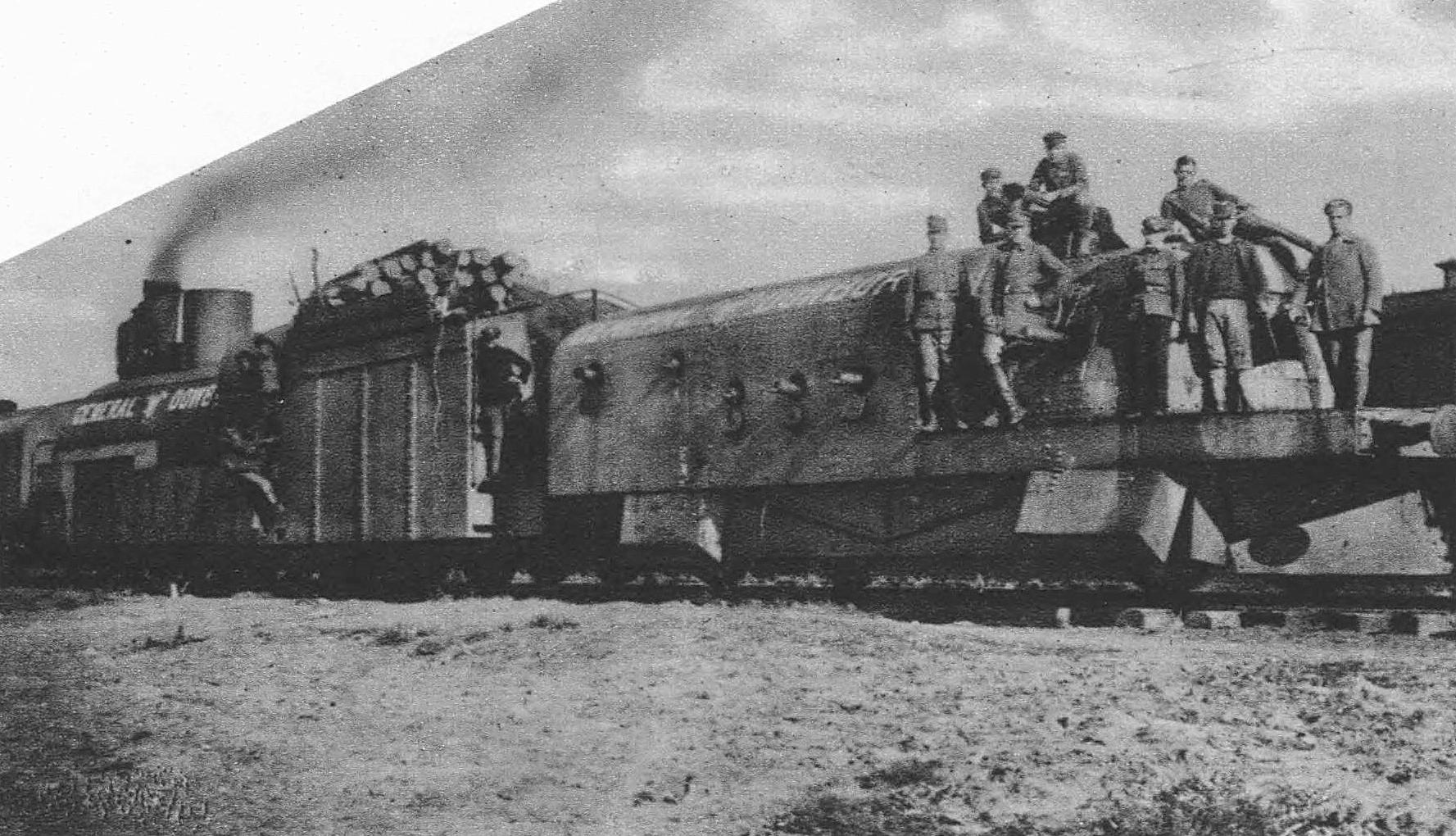
Polski pociąg pancerny „Generał Dowbór”

Pociąg pancerny „Strzelec Siczowy” (ukr. Січовий Стрілець; czyt.: Siczewoj Strelec) − ukraiński pociąg pancerny z okresu wojny polsko-bolszewickiej.
Nazwa pociągu nawiązywała do ukraińskich jednostek wojskowych funkcjonujących pod nazwą Strzelcy Siczowi. Pociąg ten, 21 marca 1919, wraz z 3 Pułkiem Korpusu Strzelców Siczowych zdobył stację kolejową w Peczaniwce, która zajęta była przez wojska bolszewickie. 24 maja 1919, został przejęty przez Wojsko Polskie i przemianowany na Generał Dowbór (później Krechowiak). 